# Merceya
Merceya là một chi rêu trong họ Pottiaceae.